# Accipiter butleri
Lo shikra delle Nicobare (Accipiter butleri (Gurney Jr, 1898)) è un uccello rapace della famiglia degli Accipitridi.
L'epiteto specifico è un omaggio all'ornitologo britannico Arthur Gardiner Butler  (1844–1925).

## Descrizione
È un rapace di piccola taglia, lungo 28–34 cm e con un'apertura alare di 50–57 cm.

## Biologia
Si nutre in prevalenza di piccoli sauri, talora anche di grossi insetti.

## Distribuzione e habitat
Accipiter butleri è un endemismo delle isole Nicobare, arcipelago situato nell'oceano indiano orientale. La sua presenza, rara e sporadica, è documentata sulle isole di Gran Nicobar, Piccola Nicobar, Pulomilo, Camorta, Teressa, Bompoka, Tillangchong, Katchall e Nancowry.

## Tassonomia
Sono note due sottospecie:
- Accipiter butleri butleri (Gurney Jr, 1898)
- Accipiter butleri obsoletus (Richmond, 1902)

## Conservazione
La IUCN Red List classifica Accipiter butleri come specie vulnerabile  (Vulnerable).